# Bataille financière
Pour les articles homonymes, voir Bataille (homonymie).
Une bataille financière, ou bataille boursière, survient à la suite d'une offre publique, en général d'achat ou d'échange, hostile. Elle débute lorsqu'une société cible fait appel à des sociétés, dites alliées, à qui elle peut livrer ses titres ou fusionner pour empêcher la société hostile d'en prendre le contrôle.

## Illustrations

### 1968: BSN/Saint-Gobain
En France, la première grande bataille boursière a lieu en 1968-1969, du fait d'une tentative avortée de prise de contrôle de Saint-Gobain par BSN. Il s'agit de la troisième offre publique ayant lieu en France, après celle de Fiat sur Simca en 1966 et celle de Béghin sur Say en 1967, toutes deux passées inaperçues dans la presse et auprès du public. En 1968, BSN, groupe relativement récent, a un chiffre d'affaires d'1 milliard de francs, contre 7 milliards pour Saint-Gobain, qui est par ailleurs la plus vieille entreprise de France. Antoine Riboud, PDG de BSN, décide tout de même de lancer une offre, sur les conseils de la banque Lazard, qui juge Saint-Gobain fragile en raison de sa situation de trésorerie et d'une crise de succession à sa tête. Les banques Neuflize Schlumberger Mallet et Paribas partagent son analyse. L'offre est lancée le 21 décembre 1968, sous la forme d'une OPE, les actionnaires de Saint-Gobain se voyant proposer des obligations convertibles, un produit alors tout à fait inconnu du grand public. La veille, Antoine Riboud, qui mise sur l'effet de surprise, estimait, devant les représentants d'Havas, pouvoir se passer de publicité dans cette affaire. Arnaud de Vogüé, PDG de Saint-Gobain, riposte en s'appuyant sur les grands industriels, et en particulier Jacques Georges-Picot, président de Suez, et Roger Martin, de Pont-à-Mousson, qui envisage un temps une contre-OPA. Il a recours à la communication, et plus particulièrement à Publicis, pour moderniser l'image du groupe, intéresser le grand public à l'affaire, et mobiliser les petits porteurs à ses côtés. Il sollicite enfin, dans le plus grand secret, des banques étrangères pour qu'elles fassent remonter le cours de l'action, de sorte que l'OPE perde de son attrait financier pour les petits porteurs, qui préféreront encore vendre leurs titres plutôt que d'attendre le remboursement des obligations proposées. Arnaud de Vogüé essaie enfin, mais avec moins de succès, de mobiliser le gouvernement à ses côtés, prétendant que BSN est contrôlée de l'étranger, argument écarté par le Premier ministre, Maurice Couve de Murville. Le 24 janvier 1969, BSN n'a obtenu que 843 000 actions sur un total de 3 millions nécessaires pour prendre le contrôle, et se retire ; son offre hostile a échoué. Les deux groupes entament une profonde mue stratégique, et la place de Paris entre véritablement dans l'ère des OPA.

### 1992: Perrier/Nestlé/Exor
En 1992, Perrier, alors indépendante et cotée en bourse, fait l'objet d'une OPA hostile menée conjointement par la banque Indosuez, BSN et Lazard, avec le soutien du Crédit Agricole. Le 20 janvier, Demilac, société détenue à parité par Nestlé et Indosuez, propose 1475 francs l'action Perrier. Aux côtés de Nestlé se rangent Exor (détenue par les familles Agnelli et Mentzelopoulos), la Société Générale ainsi que Saint Louis, dans un rôle de chevalier blanc car soutenus par le président et les salariés du groupe d'eaux minérales. Finalement, Demilac propose un prix de 1700 francs l'action valorisant Perrier à 15,2 milliards de francs. Exor et la Société Générale apportent leurs titres, représentant 35,5% du capital Perrier et achetés à un cours moyen de 900 francs, et réalisent ainsi une plus-value de 2,55 milliards de francs. 

### 1998: BNP/Paribas/Société générale
Une autre bataille boursière a lieu en 1998-1999, lorsque la Société générale lance une offre amicale sur Paribas. La BNP lance alors une OPE inamicale sur ces deux banques, qui aboutit au rachat de Paribas et à la formation du groupe BNP Paribas. Au même moment, Total et Elf s'affrontent par offres successives.

### 2006: Arcelor/Mittal
C'est encore le cas en 2006, avec les sociétés Arcelor et Mittal Steel Company, respectivement premier et second producteurs d'acier mondiaux. Lakshmi Mittal, PDG de la compagnie qui porte son nom, dévoile son intention, le 27 janvier 2006, d'entrer dans le capital de la holding européenne au-delà des 33 %, seuil au-dessus duquel la société est obligée de lancer une OPA. Celle-ci est bien sûr refusée par Guy Dollé, Directeur Général d'Arcelor, et devient donc hostile. La Bataille financière débute lorsque Guy Dollé fait appel à Alexeï Mordachov, PDG de Severstal, compagnie russe, et lui propose une fusion. L'accord est signé le 26 mai 2006. Cet acte dans une bataille financière est appelé Contre-OPA.

### 2007: Sacyr/Eiffage
En décembre 2005, Sacyr Vallehermoso, groupe espagnol de BTP et d'énergie, commence à entrer au capital d'Eiffage, société française cotée présente elle aussi dans la construction ainsi que dans les concessions autoroutières. Le 4 avril 2007, Sacyr déclare avoir franchi en hausse le seuil de 33% du capital et de 29% des droits de vote d'Eiffage, restant ainsi en-dessous du seuil de déclenchement d'une OPA obligatoire, alors à 33,33%. Des mouvements inhabituels dans le cours du titre entraînent le déclenchement d'une enquête de l'AMF le 13 avril. Le 18 avril 2007, l'assemblée générale d'Eiffage a lieu mais Sacyr échoue à obtenir un siège au conseil d'administration du groupe, tandis que Jean-François Roverato, PDG du groupe français, quitte ses fonctions au profit de Benoît Hetz avec deux mois d'avance. Le lendemain et le surlendemain, Sacyr lance une offre publique d'échange sur Eiffage, payée intégralement en actions et non en numéraire. Proposant d'échanger 5 actions d'Eiffage contre 12 actions Sacyr, le groupe espagnol valorise ainsi son concurrent français à 6,5 milliards d'euros, ou 107 euros par action. 
L'offre est immédiatement dénoncée par les syndicats d'Eiffage qui appellent à un rassemblement à Paris, ainsi que par Henri de Castries, président du directoire d'Axa. Le conseil d'administration d'Eiffage rejette à l'unanimité l'offre de Sacyr le 23 avril et dépose une plainte devant le tribunal de grande instance de Paris, dénonçant une action de concert entre les actionnaires espagnols d'Eiffage visant à faciliter une prise de contrôle hostile. Sacyr et Grupo Rayet répliquent en assignant à leur tour Eiffage devant le tribunal de commerce de Paris pour contester les décisions prises lors de l'assemblée générale du 18 avril. Le 1er juin, Grupo Rayet est débouté de sa demande de suspension des effets de l'assemblée générale mais annonce vouloir faire appel. Le 14 juin, des actionnaires minoritaires espagnols, représentés par l'Aemec, et français, représentés par l'Appac, saisissent l'AMF et le gendarme boursier espagnol, estimant avoir été privés de leurs droits lors de l'assemblée générale. 
Le 26 juin, la cotation d'Eiffage est suspendue tandis que l'AMF juge l'OPE de Sacyr non conforme du fait d'une action de concert. Cette décision contraint Sacyr à lancer une OPA, payée en numéraire. 

### 2014: Club Méditerranée
En 2014-2015, le Club Méditerranée est l'objet des convoitises du groupe Fosun contre d'Andrea Bonomi ; ce dernier finit par céder après l'intervention de la justice et de l'AMF.
En mai 2013, Fosun lance une OPA amicale sur le Club Méditerranée, au prix de 17 euros par action, avec le soutien du fonds Ardian. Le groupe se heurte à l'Association de défense des actionnaires minoritaires et à CIAM, qui contestent la régularité de l'offre. Le temps ainsi gagné permet à Andrea Bonomi et à sa société Global Resorts d'acheter au fil de l'eau des actions du Club Méditerranée. Il finit par faire une contre-offre à 21 euros l'action, qui lance une surenchère. Elle est remportée le 19 décembre 2014 par Fosun, à 24,60 euros l'action.

### 2020: Veolia/Suez
En 2020-2021, l'offre amicale, puis hostile, de Veolia sur Suez déclenche une bataille qui met aux prises Veolia, Engie, ainsi que les fonds Ardian et Antin,.

### 2021: Lagardère
Entre 2016 et 2021, le groupe Lagardère est en proie à des conflits de gouvernance, mettant aux prises Arnaud Lagardère, héritier du groupe, le fonds activiste Amber Capital, mais aussi la Qatar Investment Authority, le groupe Vivendi et le milliardaire français Bernard Arnault. Finalement, en septembre 2021, alors qu'il affirmait être entré au capital de Lagardère par amitié pour la famille dirigeante, et qu'il s'était engagé à ne pas porter atteinte à l'intégrité du groupe, Vincent Bolloré rachète les actions d'Amber Capital et s'engage à lancer une OPA sur Lagardère. Si cette offre n'est pas décrite comme hostile par la presse économique ou par Arnaud Lagardère, elle est en contradiction manifeste avec ses propos sur l'indépendance et l'intégrité du groupe, et avec la description qu'il faisait à l'été 2021 des relations entre actionnaires.